# A Debreceni VSC 2004–2005-ös szezonja
A Debreceni VSC 2004–2005-ös szezonja szócikk a Debreceni VSC első számú férfi labdarúgócsapatának egy szezonjáról szól, mely sorozatban a 12., összességében pedig a 27. idénye a csapatnak a magyar első osztályban. A klub fennállásának ekkor volt a 102. évfordulója.

## Mérkőzések
| Színmagyarázat | Színmagyarázat |
| -------------- | -------------- |
|                | Győzelem.      |
|                | Döntetlen.     |
|                | Vereség.       |

### Intertotó-kupa
1. forduló
| 2004. június 19. 19:00 |

| Spartak Trnava                                  | 3 – 0   | Debreceni VSC                   |
| ----------------------------------------------- | ------- | ------------------------------- |
| Molnár 10' Kriss 48' Masaryk 90+1' Gašparík 29' | (1 – 0) | Nikolov 54' Vincze 63' Éger 66' |

| Anton Malatinský Stadion, Nagyszombat Nézőszám: 1 000 Játékvezető: Lattika |

| 2004. június 27. 18:00 |

| Debreceni VSC                                               | 4 – 1   | Spartak Trnava                                    |
| ----------------------------------------------------------- | ------- | ------------------------------------------------- |
| Bajzát 27' Éger 35' 35' Madar 77' Bogdanović 84' Sándor 86' | (2 – 1) | Kriss 43' 61' Staňo 53' Gašparík 64' Bestvina 73' |

| Oláh Gábor utcai stadion, Debrecen Nézőszám: 2 000 Játékvezető: Johnsdorf |

- Továbbjutott a Spartak Trnava 4–4-es összesítéssel, idegenben lőtt góllal.

### Arany Ászok Liga 2004–05

#### Őszi fordulók
| 1. forduló 2004. augusztus 7. 20:00 |

| Budapest Honvéd | 1 – 2   | Debreceni VSC                                    |
| --------------- | ------- | ------------------------------------------------ |
| Vadócz 4'       | (1 – 1) | Bogdanović 8' Halmosi 53' Sándor 22' Bernáth 90' |

| Bozsik József Stadion, Budapest Nézőszám: 3 000 Játékvezető: Solymosi Péter (magyar) |

| 2. forduló 2004. augusztus 14. 20:00 |

| Debreceni VSC | 1 – 3   | Győri ETO                                        |
| ------------- | ------- | ------------------------------------------------ |
| Halmosi 2'    | (1 – 2) | Stark 30' Vincze O. 38' 21' Jäkl 77' Horváth 18' |

| Oláh Gábor utcai stadion, Debrecen Nézőszám: 6 000 Játékvezető: Erdős József (magyar) |

| 3. forduló 2004. augusztus 22. 11:30 |

| Diósgyőr   | 0 – 2   | Debreceni VSC                             |
| ---------- | ------- | ----------------------------------------- |
| Müller 14' | (0 – 2) | Vitelki 15' (öngól) Kiss 43' Szatmári 62' |

| DVTK-stadion, Miskolc Nézőszám: 3 500 Játékvezető: Megyebíró János (magyar) |

| 4. forduló 2004. augusztus 28. 20:00 |

| Debreceni VSC                                | 3 – 0   | Videoton                                                 |
| -------------------------------------------- | ------- | -------------------------------------------------------- |
| Dombi 63' Kerekes 65' Halmosi 87' Coelho 77' | (0 – 0) | Györök 23' Tereánszki-Tóth 66' Kuttor 76' Magasföldi 83' |

| Oláh Gábor utcai stadion, Debrecen Nézőszám: 5 000 Játékvezető: Fábián Mihály (magyar) |

| 5. forduló 2004. szeptember 11. 18:00 |

| MTK Budapest                  | 2 – 0   | Debreceni VSC                                                 |
| ----------------------------- | ------- | ------------------------------------------------------------- |
| Füzi 48' (11-esből) Illés 90' | (0 – 0) | Kerekes 29' Nikolov 42' Csernyánszki 48' Bernáth 86' Habi 89' |

| Hidegkuti Nándor Stadion, Budapest Nézőszám: 1 500 Játékvezető: Ábrahám Attila (magyar) |

| 6. forduló 2004. szeptember 18. 18:00 |

| Debreceni VSC                                   | 2 – 1   | Kaposvári Rákóczi |
| ----------------------------------------------- | ------- | ----------------- |
| Kerekes 81' Bogdanović 90' Komlósi 31' Habi 62' | (0 – 1) | Oláh 29'          |

| Oláh Gábor utcai stadion, Debrecen Nézőszám: 5 500 Játékvezető: Juhos Attila (magyar) |

| 7. forduló 2004. szeptember 25. 16:00 |

| Nyíregyháza Spartacus | 0 – 2   | Debreceni VSC                                     |
| --------------------- | ------- | ------------------------------------------------- |
| Lakatos 40'           | (0 – 0) | Dombi 55' 28' Kerekes 65' Bernáth 27' Nikolov 66' |

| Nyíregyháza Városi Stadion, Nyíregyháza Nézőszám: 7 000 Játékvezető: Hanacsek Attila (magyar) |

| 8. forduló 2004. október 2. 18:00 |

| Debreceni VSC                                      | 3 – 1   | Vasas                              |
| -------------------------------------------------- | ------- | ---------------------------------- |
| Madar 2' Bogdanović 59' 90+2' Kerekes 70' Kiss 71' | (1 – 1) | Tóth A. 35' Schultz 71' Molnár 76' |

| Oláh Gábor utcai stadion, Debrecen Nézőszám: 6 500 Játékvezető: Kassai Viktor (magyar) |

| 9. forduló 2004. október 16. 17:00 |

| FC Sopron                      | 0 – 3   | Debreceni VSC                    |
| ------------------------------ | ------- | -------------------------------- |
| Bagoly 3' Debnár 15' Fehér 48' | (0 – 0) | Kerekes 60' 90+1' Bogdanović 64' |

| Káposztás utcai Stadion, Sopron Nézőszám: 2 000 Játékvezető: Bede Ferenc (magyar) |

| 10. forduló 2004. október 24. 11:30 |

| Debreceni VSC           | 1 – 2   | Újpest                                      |
| ----------------------- | ------- | ------------------------------------------- |
| Kerekes 64' Komlósi 32' | (0 – 0) | Bükszegi 47' Kovács 84' Erős 13' Tamási 51' |

| Oláh Gábor utcai stadion, Debrecen Nézőszám: 6 000 Játékvezető: Makai János (magyar) |

| 11. forduló 2004. október 30. 14:30 |

| Lombard Pápa                                   | 1 – 1   | Debreceni VSC                             |
| ---------------------------------------------- | ------- | ----------------------------------------- |
| Medveď 11' Szekér 14' Lászka 30' Farkas A. 54' | (1 – 0) | Sándor 52' Habi 18' Nikolov 55′ Dombi 75' |

| Perutz Stadion, Pápa Nézőszám: 2 200 Játékvezető: Saskőy Szabolcs (magyar) |

| 12. forduló 2004. november 7. 11:30 |

| Debreceni VSC                               | 2 – 0   | Ferencváros |
| ------------------------------------------- | ------- | ----------- |
| Bogdanović 15' 90+2' Kerekes 37' Sándor 59' | (1 – 0) | Huszti 31'  |

| Oláh Gábor utcai stadion, Debrecen Nézőszám: 7 500 Játékvezető: Ábrahám Attila (magyar) |

| 13. forduló 2004. november 10. 18:00 |

| Előre FC Békéscsaba | 0 – 2   | Debreceni VSC                           |
| ------------------- | ------- | --------------------------------------- |
| Tóth 69' Grujić 85′ | (0 – 1) | Kerekes 32' Sitku 90' Virág 3' Éger 71' |

| Kórház utcai stadion, Békéscsaba Nézőszám: 4 000 Játékvezető: Szabó Zsolt (magyar) |

| 14. forduló 2004. november 20. 16:00 |

| Pécsi MFC                                                  | 1 – 1   | Debreceni VSC           |
| ---------------------------------------------------------- | ------- | ----------------------- |
| Montvai 18' (11-esből) Kóczián 53' Pavičević 71′ Sipos 88' | (1 – 1) | Kerekes 31' Komlósi 82' |

| PMFC Stadion, Pécs Nézőszám: 1 800 Játékvezető: Szarka Zoltán (magyar) |

| 15. forduló 2004. november 28. 11:30 |

| Debreceni VSC                                 | 2 – 0   | Zalaegerszegi TE                             |
| --------------------------------------------- | ------- | -------------------------------------------- |
| Bogdanović 11' Halmosi 83' Dombi 81' Habi 83' | (2 – 0) | Szamosi 22' Csóka 32' Balog 44' Sebők V. 85' |

| Oláh Gábor utcai stadion, Debrecen Nézőszám: 4 000 Játékvezető: Megyebíró János (magyar) |

#### Tavaszi fordulók
| 16. forduló 2005. március 12. 18:00 |

| Debreceni VSC                             | 2 – 0   | Budapest Honvéd           |
| ----------------------------------------- | ------- | ------------------------- |
| Éger 84' (11-esből) Virág 87' Kerekes 70' | (0 – 0) | Szili 58' Budovinszky 69' |

| Oláh Gábor utcai stadion, Debrecen Nézőszám: 5 500 Játékvezető: Fábián Mihály (magyar) |

| 17. forduló 2005. március 16. 18:00 |

| Győri ETO                                   | 1 – 0   | Debreceni VSC           |
| ------------------------------------------- | ------- | ----------------------- |
| Kenesei 10' Jäkl 14' Tóth 29′ Vincze O. 47' | (1 – 0) | Halmosi 41' Hegedűs 59' |

| ETO Park, Győr Nézőszám: 3 000 Játékvezető: Ábrahám Attila (magyar) |

| 18. forduló 2005. március 19. 18:00 |

| Debreceni VSC                                           | 1 – 0   | Diósgyőr                          |
| ------------------------------------------------------- | ------- | --------------------------------- |
| Sándor 65' Kerekes 50' Komlósi 69' Habi 86' Hegedűs 90' | (0 – 0) | Mogyoródi 36' Tisza 45' Dianu 70' |

| Oláh Gábor utcai stadion, Debrecen Nézőszám: 6 000 Játékvezető: Bede Ferenc (magyar) |

| 19. forduló 2005. április 2. 19:00 |

| FC Fehérvár           | 2 – 2   | Debreceni VSC       |
| --------------------- | ------- | ------------------- |
| Györök 25' Kuttor 58' | (1 – 2) | Sándor 20' Éger 32' |

| Sóstói Stadion, Székesfehérvár Nézőszám: 2 500 Játékvezető: Saskőy Szabolcs (magyar) |

| 20. forduló 2005. április 9. 19:00 |

| Debreceni VSC                                       | 3 – 0   | MTK Budapest                |
| --------------------------------------------------- | ------- | --------------------------- |
| Bogdanović 19' Sándor 44' 41' Madar 71' Halmosi 34' | (2 – 0) | Jezdimirović 13' Welton 16' |

| Oláh Gábor utcai stadion, Debrecen Nézőszám: 7 500 Játékvezető: Megyebíró János (magyar) |

| 21. forduló 2005. április 13. 18:00 |

| Kaposvári Rákóczi                        | 0 – 0   | Debreceni VSC                  |
| ---------------------------------------- | ------- | ------------------------------ |
| Kovácsevics 35' Maróti 55' Jovánczai 82' | (0 – 0) | Dombi 54' Hegedűs 83' Habi 90′ |

| Rákóczi Stadion, Kaposvár Nézőszám: 2 500 Játékvezető: Fábián Mihály (magyar) |

| 22. forduló 2005. április 16. 18:00 |

| Debreceni VSC                            | 2 – 1   | Nyíregyháza Spartacus                       |
| ---------------------------------------- | ------- | ------------------------------------------- |
| Éger 40' (11-esből) Böőr 56' Komlósi 48' | (1 – 0) | Lengyel 55' Laskai 16' Sipos 54' Szatke 65' |

| Oláh Gábor utcai stadion, Debrecen Nézőszám: 7 500 Játékvezető: Kassai Viktor (magyar) |

| 23. forduló 2005. április 23. 19:00 |

| Vasas              | 2 – 5   | Debreceni VSC                                                 |
| ------------------ | ------- | ------------------------------------------------------------- |
| Kiss 25' Gyánó 26' | (2 – 3) | Bogdanović 9' 79' Sándor 22' Kerekes 24' Halmosi 56' Éger 13' |

| Illovszky Rudolf Stadion, Budapest Nézőszám: 4 500 Játékvezető: Szabó Zsolt (magyar) |

| 24. forduló 2005. április 27. 18:00 |

| Debreceni VSC                                             | 3 – 0   | FC Sopron             |
| --------------------------------------------------------- | ------- | --------------------- |
| Éger 42' (11-esből) Kerekes 67' Bogdanović 90+2' Habi 65' | (1 – 0) | Fehér 4' Somorjai 66' |

| Oláh Gábor utcai stadion, Debrecen Nézőszám: 7 500 Játékvezető: Bede Ferenc (magyar) |

| 25. forduló 2005. április 30. 11:30 |

| Újpest                                        | 2 – 0   | Debreceni VSC |
| --------------------------------------------- | ------- | ------------- |
| Bükszegi 26' Németh 82' Erős 17' Feczesin 31' | (1 – 0) | Kiss 81'      |

| Szusza Ferenc Stadion, Budapest Nézőszám: 5 488 Játékvezető: Ábrahám Attila (magyar) |

| 26. forduló 2005. május 4. 18:00 |

| Debreceni VSC                                 | 3 – 1   | Lombard Pápa   |
| --------------------------------------------- | ------- | -------------- |
| Dombi 38' Böőr 43' Bogdanović 87' Nikolov 21' | (2 – 0) | Somfalvi 90+1' |

| Oláh Gábor utcai stadion, Debrecen Nézőszám: 7 000 Játékvezető: Megyebíró János (magyar) |

| 27. forduló 2005. május 8. 11:30 |

| Ferencváros | 0 – 0   | Debreceni VSC                                  |
| ----------- | ------- | ---------------------------------------------- |
| Huszti 43'  | (0 – 0) | Halmosi 22' Kerekes 44' Hegedűs 79' Sándor 89' |

| Üllői út, Budapest Nézőszám: 8 000 Játékvezető: Kassai Viktor (magyar) |

| 28. forduló 2005. május 14. 18:00 |

| Debreceni VSC                                                  | 5 – 1   | Előre FC Békéscsaba                     |
| -------------------------------------------------------------- | ------- | --------------------------------------- |
| Bogdanović 28' Sándor 37' 56' Éger 41' (11-esből) Szatmári 71' | (3 – 0) | Hegedűs 84' (öngól) Bujáki 31' Ursz 40' |

| Oláh Gábor utcai stadion, Debrecen Nézőszám: 7 600 Játékvezető: Solymosi Péter (magyar) |

| 29. forduló 2005. május 21. 18:00 |

| Debreceni VSC                             | 3 – 1   | Pécsi MFC                       |
| ----------------------------------------- | ------- | ------------------------------- |
| Bogdanović 14' Sándor 26' Kerekes 60' 61' | (2 – 0) | Horváth 90+2' Pest 62' Erős 73' |

| Oláh Gábor utcai stadion, Debrecen Nézőszám: 7 600 Játékvezető: Fábián Mihály (magyar) |

| 30. forduló 2005. május 26. 18:00 |

| Zalaegerszegi TE                           | 2 – 1   | Debreceni VSC                       |
| ------------------------------------------ | ------- | ----------------------------------- |
| Józsi 75' Sabo 77' Sebők J. 16' Babati 47' | (0 – 0) | Bogdanović 55' Nikolov 25' Éger 27' |

| ZTE Aréna, Zalaegerszeg Nézőszám: 3 000 Játékvezető: Ábrahám Attila (magyar) |

#### Végeredmény
|    | Csapat                      | Játszott | Gy | D  | V  | L  | K  | GK  | Pont |
| -- | --------------------------- | -------- | -- | -- | -- | -- | -- | --- | ---- |
| 1  | Debreceni VSC-AVE Ásványvíz | 30       | 19 | 5  | 6  | 57 | 25 | +32 | 62   |
| 2  | Ferencvárosi TC             | 30       | 17 | 5  | 8  | 56 | 31 | +25 | 56   |
| 3  | MTK Budapest1               | 30       | 16 | 9  | 5  | 47 | 26 | +21 | 56   |
| 4  | Újpest FC                   | 30       | 15 | 10 | 5  | 60 | 34 | +26 | 55   |
| 5  | Győri ETO FC                | 30       | 16 | 6  | 8  | 44 | 32 | +12 | 54   |
| 6  | Zalaegerszegi TE FC         | 30       | 13 | 5  | 12 | 48 | 45 | +3  | 44   |
| 7  | Matáv FC Sopron             | 30       | 11 | 9  | 10 | 44 | 44 | 0   | 42   |
| 8  | FC Fehérvár²                | 30       | 11 | 10 | 9  | 44 | 36 | +8  | 40   |
| 9  | Diósgyőri VTK               | 30       | 11 | 4  | 15 | 39 | 45 | -6  | 37   |
| 10 | Pécsi Mecsek FC             | 30       | 9  | 9  | 12 | 33 | 35 | -2  | 36   |
| 11 | Budapest Honvéd FC          | 30       | 10 | 5  | 15 | 37 | 58 | -21 | 35   |
| 12 | NABI-Kaposvári Rákóczi FC   | 30       | 8  | 10 | 12 | 34 | 47 | -13 | 34   |
| 13 | Vasas SC                    | 30       | 10 | 3  | 17 | 34 | 48 | -14 | 33   |
| 14 | Lombard Pápa Termál FC      | 30       | 8  | 6  | 16 | 40 | 47 | -7  | 30   |
| 15 | Nyíregyháza Spartacus FC    | 30       | 5  | 11 | 14 | 38 | 63 | -25 | 26   |
| 16 | Előre FC Békéscsaba³        | 30       | 4  | 7  | 19 | 26 | 65 | -39 | 4    |

- 1: 1 pont levonva
- 2: 3 pont levonva
- 3: 15 pont levonva

|  | A Bajnokok Ligája selejtezőjének második körébe jut |
|  | Az UEFA-kupa selejtezőjébe jut                      |
|  | UEFA Intertotó Kupa első fordulójába jut            |
|  | Kiesők                                              |

#### Helyezések fordulónként
| Forduló  | 1  | 2 | 3  | 4  | 5 | 6  | 7  | 8  | 9  | 10 | 11 | 12 | 13 | 14 | 15 | 16 | 17 | 18 | 19 | 20 | 21 | 22 | 23 | 24 | 25 | 26 | 27 | 28 | 29 | 30 |
| -------- | -- | - | -- | -- | - | -- | -- | -- | -- | -- | -- | -- | -- | -- | -- | -- | -- | -- | -- | -- | -- | -- | -- | -- | -- | -- | -- | -- | -- | -- |
| Helyszín | I  | O | I  | O  | I | O  | I  | O  | I  | O  | I  | O  | I  | I  | O  | O  | I  | O  | I  | O  | I  | O  | I  | O  | I  | O  | I  | O  | O  | I  |
| Eredmény | GY | V | GY | GY | V | GY | GY | GY | GY | V  | D  | GY | GY | D  | GY | GY | V  | GY | D  | GY | D  | GY | GY | GY | V  | GY | D  | GY | GY | V  |
| Helyezés | 3  | 9 | 5  | 3  | 5 | 3  | 2  | 2  | 2  | 2  | 2  | 2  | 2  | 2  | 2  | 2  | 2  | 2  | 1  | 1  | 1  | 1  | 1  | 1  | 1  | 1  | 1  | 1  | 1  | 1  |

Helyszín: O = Otthon; I = Idegenben. Eredmény: GY = Győzelem; D = Döntetlen; V = Vereség.

#### Eredmények összesítése
Az alábbi táblázatban összesítve szerepelnek a Debreceni VSC 2004/05-ös bajnokságban elért eredményei.
| Ősz/tavasz (forduló)    | Otthon | Otthon | Otthon | Otthon | Otthon | Otthon | Otthon | Idegenben | Idegenben | Idegenben | Idegenben | Idegenben | Idegenben | Idegenben |
| Ősz/tavasz (forduló)    | M      | GY     | D      | V      | LG–KG  | GK     | P      | M         | GY        | D         | V         | LG–KG     | GK        | P         |
| ----------------------- | ------ | ------ | ------ | ------ | ------ | ------ | ------ | --------- | --------- | --------- | --------- | --------- | --------- | --------- |
| Őszi szezon (1–15.)     | 7      | 5      | 0      | 2      | 14–7   | +7     | 15     | 8         | 5         | 2         | 1         | 13–5      | +8        | 17        |
| Tavaszi szezon (16–30.) | 8      | 8      | 0      | 0      | 22–4   | +18    | 24     | 7         | 1         | 3         | 3         | 8–9       | –1        | 6         |
| Összesen (1–30.)        | 15     | 13     | 0      | 2      | 36–11  | +25    | 39     | 15        | 6         | 5         | 4         | 21–14     | +7        | 23        |

### Magyar kupa
3. forduló
| 2004. október 27. 18:00 |

| FC Felcsút                                            | 2 – 3   | Debreceni VSC                                                                     |
| ----------------------------------------------------- | ------- | --------------------------------------------------------------------------------- |
| Varga 56' (11-esből) 44' Móri 84' Domján 69' Ódor 90' | (0 – 1) | Leonardo 29' Szatmári 71' Kerekes 88' Andorka 22' Halmosi 24' Flávio Pim 40′, 55′ |

| Felcsút Nézőszám: 1 500 Játékvezető: Sóthy András (magyar) |

4. forduló
| 2004. november 24. 18:00 |

| FC Sopron                       | 1 – 0   | Debreceni VSC                          |
| ------------------------------- | ------- | -------------------------------------- |
| Tóth 3' Horváth 25' Balaskó 64' | (1 – 0) | Halmosi 51' Nikolov 56' Szatmári 90+1' |

| Sopron Nézőszám: 2 000 Játékvezető: Ábrahám Attila (magyar) |

## Külső hivatkozások
- A csapat hivatalos honlapja Archiválva 2011. június 16-i dátummal a Wayback Machine-ben
- A csapat mérkőzései a transfermarkt.de-n (németül)